# ジプシー・ジョー
ジプシー・ジョー（Gypsy Joe、本名：Gilberto "Pepe" Melendez、1933年12月2日 - 2016年6月15日）は、プエルトリコ出身のプロレスラー。全盛時は流血戦を得意とするラフファイターとして、アメリカ合衆国のテネシー地区を主戦場に活躍した。
小柄だが無類のタフネスを誇り、スチール製の椅子で殴打されても反対に椅子の方が折れ曲がってしまうほどの驚異的な肉体の持ち主で知られた。晩年はハードコア・レスリングのレジェンドとして再評価されていた。

## 来歴
少年時代にプエルトリコからニューヨークに移住。その後、フロリダのトマト農園で働きながらプロ野球選手を目指すも断念。ニューヨークへ戻り、1963年にサニーサイド・ガーデンにおいて、ペペ・フィゲロア（Pepe Figueroa）のリングネームでルー・アルバーノを相手にデビュー。当時のトレーニング仲間には、同じプエルトリカンのペドロ・モラレスやカルロス・コロンがいたという。
以後、北米大陸各地を転戦。後年まで主戦場とするテネシーのNWAミッドアメリカ地区では、フランク・マルティネスをパートナーに覆面タッグチームのブルー・インフェルノス（The Blue Infernos）を結成。1966年から1967年にかけて、ジャッキー・ファーゴ、マリオ・ミラノ、ドン・ケントらによるチームを相手に同地区認定のタッグ王座を争い、アメリカ修行中だった星野勘太郎&山本小鉄のヤマハ・ブラザーズとも対戦した。
その後は素顔に戻り、1971年にはジーン・マドリッド（Gene Madrid）のリングネームでテキサス東部のダラス地区（フリッツ・フォン・エリックが主宰していたNWAビッグタイム・レスリング / 後のWCCW）に出場。ミッドカードにおいてブル・カリー、ミツ・アラカワ、ヨシノ・サトらと共闘し、ジェス・オルテガ、マイティ・イゴール、デューイ・ロバートソン、ザ・ストンパー、ソニー・キング、ドミニク・デヌーチ、フレッド・カリーなどと対戦した。
1974年にメキシコでアズテック・ジョー（Aztec Joe）なるインディアン・ギミックのレスラーに変身。その後ジプシー・ジョー（Gypsy Joe）と名乗り、カナダのモントリオール地区に登場、マッドドッグ・バションやドン・レオ・ジョナサン、ジョー・ルダックらと抗争を展開した。同年12月3日にはバションが主宰していたグランプリ・レスリングにおいて、バションからフラッグシップ・タイトルのGPWヘビー級王座を奪取している。
1975年9月、バションの推薦で国際プロレスに初来日。9月17日にはマイティ井上と初の金網デスマッチを行った。以降も国際プロレスにエース外国人の一人として来日し、ラッシャー木村のIWA世界ヘビー級王座に再三に渡って挑戦。ザ・キラー、ギル・ヘイズ、キラー・トーア・カマタ、キラー・ブルックス、キラー・カール・クラップ、カール・ファジーらと組み、IWA世界タッグ王座にも何度となく挑んでいる。王座奪取は一度も果たせなかったものの、金網デスマッチにおいて金網最上段からダイビング・ニー・ドロップを放つなど破天荒な暴れっぷりを見せた。1976年10月の来日時には、剛竜馬初の金網デスマッチの対戦相手を務めた。
1977年2月に開幕した『第6回IWAワールド・シリーズ』では、同時開催されたIWA世界タッグ王座の争奪トーナメントにバションと組んで出場。1回戦で前王者チームのグレート草津&井上を破り準決勝へ進出したが、準決勝のアニマル浜口&寺西勇戦でバションと仲間割れして失格（トーナメントはビッグ・ジョン・クイン&クルト・フォン・ヘスが優勝）、公式リーグ戦ではモントリオールでのバションとの因縁試合が再現された。1979年11月7日には阿修羅・原のWWU世界ジュニアヘビー級王座に金網デスマッチで挑戦し、翌1980年1月7日と1月14日にも再挑戦している。1980年7月1日には大阪府立体育館にて大木金太郎のインターナショナル・ヘビー級王座にも挑戦した。国際プロレスには崩壊間際まで来日を続け、1981年8月の同団体の最終シリーズにも前シリーズからの連続参戦で出場した。
国際崩壊後の1981年8月末からはウォーリー山口の仲介で全日本プロレスの常連外国人となり、1985年まで計10回に渡って来日。1981年の初参戦時は、9月4日にジャンボ鶴田のUNヘビー級王座、9月9日にミル・マスカラスのIWA世界ヘビー級王座に挑戦している。軽量級であったことから、国際プロレス時代と同様にジュニアヘビー級戦線でも活躍し、大仁田厚や井上が保持していたNWAインターナショナル・ジュニアヘビー級王座にも挑戦した。また、国際プロレス出身の鶴見五郎やジェリー・モローと組み、同じく元国際プロレスの井上&原が保持していたアジアタッグ王座にも挑戦している。
アメリカ本土では主に独立系の団体に出場していたためメジャーテリトリーでの実績は多くないが、「無法地帯」と呼ばれていたテネシー地区では1960年代後半から1980年代前半にかけて活躍。1978年11月15日にはトーナメントの決勝でメキシカン・エンジェル（フランシスコ・フローレス）を破り、NWA世界ブラスナックル王座の初代チャンピオンに認定されている。1979年には初代ジ・アサシンズのトム・レネストと組んでファビュラス・フリーバーズ（マイケル・ヘイズ&テリー・ゴディ）とも対戦した。1970年代末より発足したCWAではマネージャーのジミー・ハート率いるヒール軍団「ファースト・ファミリー」の一員として、ビル・アーウィン、ガイ・ミッチェル、ラリー・レイザムらと結託。ジェリー・ローラー、ビル・ダンディー、トージョー・ヤマモト、ジミー・バリアント、ケン・ルーカス、ダッチ・マンテル、トミー・リッチ、ココ・ウェア、リッキー・モートン、ロバート・ギブソン、ボビー・イートン、ヘクター・ゲレロらと流血の喧嘩試合を繰り広げた。国際プロレス時代は選手の招聘窓口も担当しており、ポール・エラリングらがジョーの仲介でテネシーから初来日している。
1984年にはカンザスシティのNWAセントラル・ステーツ地区に登場、ミスター・ポーゴと組んでマーティ・ジャネッティ&トミー・ロジャースのアップタウン・ボーイズからセントラル・ステーツ・タッグ王座を奪取した。その後、1985年の全日本への来日を最後にしばらく近況が聞かれなかったが、1991年にエル・グラン・ピストレロ（El Grande Pistolero）なる覆面レスラーとして、CWAの後継団体であるテネシー州メンフィスのUSWAで復帰、USWA認定ジュニアヘビー級王座を獲得した。
同年8月、W★INGの招聘で久々に日本マットに登場。1993年2月3日には後楽園ホールにて高杉正彦を相手に5分間のエキシビション・マッチによる引退試合も行われたが、その後も単発的に復帰しており、1995年と2002年に後継プロモーションのIWAジャパンに来日している。国際プロレス時代と同様にW★INGとIWAジャパンではUSWAとの渉外窓口の役目も担った。
2000年代も各地のインディー団体へのスポット参戦を続け、2003年4月にはニュー・ジャックとのハードコア・マッチが行われている。アメリカ東部のIWAイーストコーストの興行では、2005年7月13日にネクロ・ブッチャー、2007年4月11日にNOSAWA論外と対戦。2009年4月1日にはウエストバージニア州サウスチャールストンにおいて、ハードコア・レスリングのレジェンドとしての功績を称え、同団体主催によるトリビュート・イベント "Gypsy Joe Tribute Show" も行われた。
2010年12月、77歳にして8年ぶりの来日を果たし、11日に新宿FACEで行われた『SMASH.11』にて「ワールド･レジェンド･リバイバル」と銘打たれたメインイベントに出場。TAJIRIと対戦し敗れるも、積極的に場外乱闘に挑み、椅子で殴打されても逆に椅子2脚を壊すなど、往年のタフネスの健在ぶりを見せた。この試合は特別レフェリーとして、かつて国際プロレスでレフェリーを務めていた遠藤光男が裁いた。
2011年1月7日、テネシー州タラホマのSWF（サザン・レスリング・フェデレーション）にて現役引退試合を行った。WWEによれば、試合当日時点で現役世界最年長の記録を持つ。
2013年8月、長く患っていた痛風のために右足を切断。同月10日にジョージア州ロスビル、10月13日には地元テネシーのシェルビービルにて、医療費を集めるための有志によるベネフィット・ショーが開催された。
2016年6月15日、82歳で死去。

## エピソード
- その素性・経歴について、国際プロレスのパンフレットでは「スペイン北部のバスク地方を放浪するジプシーの若きリーダーであったが、仲間に迫害を加えた白人をジプシーの "血の報復" の掟によって殺害し、国外に逃亡してマット界に身を投じた」などとされている[46]。
- 徹底したクレージーファイターであったジョーだが、プライベートでは温厚な好人物として知られ[47]、会場で売られているフランクフルト・ソーセージなどを子供ファンと一緒に食べている姿も見られた[15]。なお、好物は「カチドン（カツ丼）」[8][48]。
- タフさゆえ相手がチョップやパンチを見舞ってもびくともせず、逆に対戦相手の手が翌日になって腫れあがったこともあったという[47]。
- 試合中は椅子などの備品や会場設備を散々に壊していたため、国際プロレスは会場側への弁償に追われていた。当時の取締役総務部長であった鈴木利夫は「あいつが来ると経費がかさんで困る」とボヤいていたという[49]。
- 全日本プロレスも、ジョーの参加するシリーズには各会場への弁償金を別予算で組んでいたというが、ジャイアント馬場はジョーについて「小柄ながらも激しい気迫とプロ根性を持ったレスラーであり、その頑丈な体には感心するほかない」と自著で記していた[7]。
- プロレスの「シュート」については「殺し合い」との認識をしており、相手の眼球をくり抜く技術も身につけている一方で、プロレスラーが軽々しくシュートという言葉を使うことには苦言を呈している[50]。
- 国際プロレスへの初来日を果たした1975年以前、「ジプシー・ジョー」と名乗るレスラーは1972年にも同団体に来日している[51]。正体は1970年に同じく国際プロレスに参戦したプエルトリコ系のパンチョ・ロザリオ（パンチョ・バルデス）[52]。ジョーがこのリングネームを使い始めたのは1974年からなので、一般に知られている「ジプシー・ジョー」は日本では2代目ということになる。初代も同様のヒールだったが、2代目ほどの成功は収められなかった。

## 得意技
- ダイビング・ニー・ドロップ
- ナックル・パンチ

## 獲得タイトル
グランプリ・レスリング
- GPWヘビー級王座：1回[17]

セントラル・ステーツ・レスリング
- NWAセントラル・ステーツTV王座：1回[53]
- NWAセントラル・ステーツ・タッグ王座：1回（w / ミスター・ポーゴ）[32]

NWAウエスタン・ステーツ・スポーツ
- NWAウエスタン・ステーツ・タッグ王座：1回（w / ティム・ブルックス）[54]

NWAミッドアメリカ / コンチネンタル・レスリング・アソシエーション
- NWA世界ブラスナックル王座：4回[28]
- NWA世界タッグ王座（ミッドアメリカ版）：2回（w / フランク・マルティネス）[11] ※ブルー・インフェルノスとして戴冠
- NWA南部タッグ王座（ミッドアメリカ版）：2回（w / フランク・マルティネス）[12] ※ブルー・インフェルノスとして戴冠
- NWA世界6人タッグ王座（ミッドアメリカ版）：1回（w / トージョー・ヤマモト&ザ・ビースト）[55]
- NWAミッドアメリカ・タッグ王座：7回（w / リロイ・ロチェスター、ダッチ・マンテル、バズ・タイラー、トージョー・ヤマモト×3、トム・レネスト・ジュニア）[56]
- AWA南部タッグ王座：1回（w / スカル・マーフィー）[57] ※日本プロレスに来日した同名選手とは別人

ユナイテッド・ステーツ・レスリング・アソシエーション
- USWAジュニアヘビー級王座：1回[33]

インターナショナル・チャンピオンシップ・レスリング
- ICW世界タッグ王座：1回（w / トージョー・ヤマモト）[58] ※アンジェロ・ポッフォ（ランディ・サベージの父親）が興した団体のタイトル